# Tyrgils Knutsson
Tyrgils Knutsson till Aranäs (även Torgils,  Torkel, latin: Thyrgillus Canuti), riddare, svenskt riksråd, drots och marsk, död 1306 i Stockholm genom avrättning, Sveriges verklige styresman under Birger Magnussons omyndighet. Han var Viborgs grundare.

## Biografi
Tyrgils Knutsson omnämns första gången 1283 och slogs till riddare 1289 av kung Magnus Ladulås.
Han var son till en Knut, vars identitet man inte känner. Förslag har ställts att det kan ha varit Knut Matsson (Lejonbjälke), lagman i Närke och Sveriges drots, den andra i ordningen. Moderns namn är inte heller känt, men hon var dotter till Sigtrygg Bengtsson (Boberg). Tyrgils mormor var dotter till Magnus Minnesköld i dennes första äktenskap och därmed halvsyster till Birger jarl. Arkivarie Stefan Söderlind framför att Tyrgils Knutsson härstammar från Bjälboätten. Filosofie doktorn, lektorn i historia, Sven Axelsson, framhåller att det på grund av vissa omständigheter kunde anses rimligt och troligt att Tyrgils Knutsson härstammade från Birger Brosa, stormannen Knut Filipsson och den norske jarlen Filip Birgersson.
Tyrgils Knutsson var kung Magnus Ladulås riksmarsk och uppges av krönikören Ericus Olai vara drots vid kung Magnus död 1290, varvid han övertog styret av Sverige. Ericus Olai lämnar alltså den uppgiften, att Tyrgils Knutsson var drots redan i december 1290, då han av konung Magnus erhöll uppdraget att efter dennes död fungera som rikets styresman samt anförtroddes vården av hans hustru och barn. Baserat på detta, antar man att marsken hade en släktskap med konungahuset, eftersom han utsågs till fadder åt
hertig Valdemar Birgersson, samt senare utsågs till rikets ledare. Tyrgils Knutssons döttrar bar dessutom samma namn, Kristina och Margareta, som två av Birger Brosas döttrar,
I augusti 1291 uppges han emellertid åter vara marsk och från år 1293 vid berättelsen om korståget mot Karelen, ger krönikören konsekvent Tyrgils Knutsson marsktiteln. Sven Axelsson har som anledning framhållit att medan drotsämbetet var ett inrikespolitisk administrativt ämbete, gav honom titeln som marsk makt över hären och flottan, samt större frihet att utöva utrikespolitik under 1290-talet.

### Regent
Under Birger Magnusson omyndighetstid 1290–1298 innehade Tyrgils Knutsson regentskapet som förmyndare för kung Birger.
Under hans regeringstid tillkom i slutet av 1200-talet Upplandslagen. Enligt stadfästelsebrevet hade Tiundalands lagman Birger Persson till Finsta (heliga Birgittas far) givit tillkänna att den lag för de tre folklanden, som då var kringspridd i flera olika samlingar, ej längre var fullt skälig, somligt dunkelt utsagt och somligt mycket svårt att rätta sig efter. Rättsläget med den äldre lagen beskrevs som en tung olägenhet och lagman Birger fick uppdraget att tillsätta en kommitté av de kunnigaste i folklanden vars uppdrag blev att fastställa vad gammal lag har varit och om vad i ny lag borde stadgas.
Efter att Tavastland blivit attackerat av Republiken Novgorod 1292 ledde Tyrgils Knutsson det tredje korståget mot Novgorod, och erövrade Karelen samt anlade Viborg 1293. 1300 trängde han fram till Nöteborg vid Nevas utlopp ur Ladoga och byggde på en holme i floden skansen Landskrona, som dock redan 1301 förstördes av ryssarna efter slaget vid Landskrona. Senare uppfördes på samma plats fästningen Nyenskans.

### Birger Magnussons regering
Birger Magnusson kröntes den 2 december år 1302 i Sankt Laurentii kyrka i Söderköping, och upphöjde då sin broder Valdemar till hertig, samtidigt som brodern Erik fick tillträda sitt hertigdöme. Hertig Valdemar gifte sig också med Tyrgils dotter Kristina.
Hemkommen från korståget gifte sig Tyrgils för tredje gången 1303 med grevinnan Hedvig von Ravensberg. Tyrgils Knutsson förnyade samma år handelstraktaten med Hansan i Lübeck, på villkor att de inte skulle handla med Novgorod.
Tyrgils Knutsson var lojal med kung Birger när brödernas konflikt tilltog och han samlade kung Birger och kungens bröder hertigarna Erik och Valdemar hos sig på Aranäs den 30 april 1304. Där undertecknade hertigarna ett dokument med ordalydelsen att de inte skulle sluta utrikesförbindelser eller dyka upp vid hovet om de inte blev kallade. Bitterheten hos de båda hertigarna över detta tros ha gett upphov till Håtunaleken.
Hertigarna trotsade fördraget och startade ett inbördeskrig. Med stöd i form av trupper från norske kungen Håkon Magnusson attackerade de Västergötland. Tyrgils understödde då kung Birger att överta Nyköping, vilket tillhörde hertig Erik, och vid Uppgörelsen på Kolsäter den 15 februari 1305 skrev hertigarna under på att ej mer angripa Birger.
Den 6 december 1305 tillfångatogs Tyrgils Knutsson, på order av kung Birger, vid sin gård i Lena. Därifrån fördes han i kedjor till Stockholm (enligt Erikskrönikan, som troligen bygger på ögonvittnen, placerades han kedjad på en häst och med fötterna nesligt hopbundna under dess buk på den flera dagar långa färden till staden). Han åtalades för förräderi, dömdes till döden, halshöggs på Pelarbacken (idag Götgatsbacken) i Stockholm i februari 1306, och begravdes i Gråbrödraklostret. Tillfångatagandet och avrättningen av Tyrgils skedde i samförstånd mellan kungen och hans bröder för att bli av med Tyrgils dominans. Valdemar Magnussons äktenskap med Tyrgils dotter upplöstes tre dagar efter att han arresterats, formellt på grund av "andligt släktskap". De ansågs vara dopsyskon, eftersom Tyrgils burit Valdemar till dopet.

## Familj
Det är oklart om Tyrgils Knutsson var gift två eller tre gånger, men 1296, i sitt första eller andra äktenskap var han gift med en kvinna vid namn Birgitta. 1303 gifte han sig med grevinnan Hedvig von Ravensberg.

### Barn i första eller andra giftet
1. Margareta, död 1319, gift med Knut Folkesson
2. Kristina, gift 1302–1305 med Valdemar Magnusson, äktenskapet upplöstes tre dagar efter att Tyrgils arresterats.